# Túi mật
Trong động vật có xương sống túi mật (gallbladder) là một cơ quan nhỏ lưu giữ mật trước khi mật được đổ vào ruột non. Con người có thể sống mà không có túi mật. Phẫu thuật cắt bỏ túi mật được gọi là cholecystectomy.

## Hình thái
Túi mật là một túi nhỏ hình quả lê, màu xanh, nằm ở mặt dưới của thùy gan phải, dài khoảng từ 6 – 8 cm và rộng nhất là 3 cm khi căng đầy. Đây là một bộ phận của đường dẫn mật ngoài gan, gồm có 3 phần: đáy, thân và cổ. Ống dẫn mật từ túi mật tới ống mật chủ dài 3 – 4 cm, đoạn đầu rộng 4 - 5mm, đoạn cuối hẹp 2,5mm. Trong lòng ở phần trên của ống túi mật có những van gọi là van Heister làm cho ống túi mật không bị gấp lại và làm cho mật lưu thông dễ dàng.
Q1

## Chức năng dự trữ
Trong cơ thể, gan hoạt động sản xuất mật liên tục, mật là một chất sền sệt màu vàng hơi xanh lục, có vị đắng. Mật góp phần quan trọng vào quá trình tiêu hoá thức ăn. Muối mật là Natri Glycocholate và Natri Taurocholate có vai trò phân huỷ các chất béo, thúc đẩy cho hoạt động của các men Lipase (Phân huỷ Lipid). Chúng còn giúp cho các chất béo đã được tiêu hoá có thể đi qua được thành ruột. 
Cũng tương tự như vậy, muối mật có tác dụng vận chuyển các Vitamin tan trong dầu như các vitamin A, D, E và K. Muối mật không bị mất đi mà được tái hấp thu sau khi sử dụng. Khoảng 80-90% muối mật sẽ theo máu chuyển lại về gan và kích thích gan sản sinh thêm mật. Mỗi ngày cứ 12 tiếng, gan tiết ra một lượng dịch mật khoảng 450ml (95% là nước), tuy nhiên thể tích tối đa của túi mật chỉ ở mức 30-60ml. Ngoài muối khoáng, muối mật, trong dịch mật còn có cholesterol và sắc tố mật. Khi không diễn ra sự tiêu hóa, dịch mật sẽ quay ngược trở về túi mật qua ống túi mật. Khi được dự trữ trong túi mật, mật sẽ bị mất bớt nước và trở nên cô đặc hơn. Khi chất béo đi vào tá tràng, túi mật bị kích thích, co bóp và tống mật xuống tá tràng.